# Ладо Јаковљевић
Ладо Јаковљевић (Бања Лука, 19. април 1984 — Бања Лука, 13. март 2019) био је бањалучки музичар.
Живео је у насељу Борик, у Бањалуци. Ишао је у ОШ „Бранко Ћопић” и средњу трговачку школу. Музички почеци десили су се у рок групи Tower, а потом наставља соло каријеру и издаје свој први и једини албум 2006. године. Наступао је у Бањалуци на различитим догађајима, прославама и концертима. Урадио је обраду песме Селма Бијелог дугмета уз пратњу Градског тамбурашког оркестра Бања Лука 2016. године. Био је организатор фестивала Rif booom fest заједно са Марком Златинићем Маркезом. Преминуо је 2019. године након тешке и краће болести, сахрањен је на гробљу Светог Марка у Бањалуци.
У браку са супругом Ољом има два сина Матију и Леона.

## Дискографија

### Албуми
- Видим сан (2006)

### Синглови
- Шапат анђела (2006)
- Чар (2006)